# Агалакова, Жанна Леонидовна
Жа́нна Леони́довна Агала́кова (род. 6 декабря 1965, Киров) — российская журналистка, корреспондентка, телеведущая. Известна по работе на НТВ (1996—1999) и «Первом канале» (1999—2022).
Лауреат национальной телевизионной премии «ТЭФИ» в номинации «ведущий информационной программы» (2002). Награждена Орденом Дружбы и медалью ордена «За заслуги перед Отечеством» II степени (2006). На фоне российского вторжения на Украину после начала мобилизации в России в сентябре 2022 года отказалась от наград.

## Биография

### Ранние годы
Родилась 6 декабря 1965 года в Кирове. Отец — инженер, мать — преподаватель русского языка и литературы. С 1979 по 1983 год жила с родителями в Монголии.
В детстве мечтала стать следователем, композитором, архитектором, воспитателем и переводчиком, а также выступать в цирке. Потом поняла, что все эти профессии можно совместить в журналистике.

### Карьера журналиста
Свою карьеру начинала секретарём главного редактора кировской газеты «Комсомольское племя». «Путёвку в жизнь» ей дал Василий Васильевич Смирнов, который тогда был главным редактором этой газеты. Сразу после окончания школы Жанна провалила вступительные экзамены на филологический факультет ЛГУ и ей нужно было найти работу на один год. В это время в «Комсомольском племени» освободилось место секретаря и друзья родителей Жанны предложили главному редактору её кандидатуру. После длительной беседы Смирнов принял её на работу. В газете Жанна была не только секретарём, но и рисовала ноты — в рубрику «Музыкальный киоск». А вскоре написала и первую заметку. В 1986 году впервые появилась на московском телевидении в репортаже передачи «До 16 и старше…» (выпуск «Самостоятельность»).
В 1991 году окончила газетное отделение факультета журналистики Московского государственного университета имени М. В. Ломоносова (МГУ). Студенческую практику проходила в популярной телепрограмме «Взгляд». После университета полтора года работала на телестудии МВД СССР в должности корреспондента. Делала сюжеты для программы «Человек и закон». Затем год трудилась пресс-атташе Международной ассоциации по борьбе с наркоманией и наркобизнесом. Позже, по словам Жанны, она «какое-то время была „свободным художником“ — писала статьи куда только возможно, переживала, когда их не печатали».
С 1992 года — корреспондентка отдела светской хроники РИА «Новости».
По-настоящему почувствовала профессию тележурналистки, попав в 1995 году на информационный канал «Деловая Россия» телеканала «РТР» под руководством Александра Акопова: пришлось оперативно осваивать темы, о которых прежде не имела никакого представления. Первой её работой стали два десятиминутных репортажа о ядерном топливе. Вскоре Агалакова была замечена «гуру отечественного телевидения» Игорем Кирилловым, который предложил ей попробовать себя в новом качестве — телеведущей.
В 1996 году стала вести утреннюю информационную программу «Сегодня» на телеканале НТВ. Три года, отданные этой телекомпании, Жанна до сих пор считает высшей школой журналистики.
В 1998 году в составе команды НТВ участвовала в русской версии телеигры «Форт Боярд».
В октябре 1999 года была отстранена от ведения программы «Сегодня» по инициативе главного редактора Службы информации НТВ Владимира Кулистикова.
В октябре 1999 года была принята на телеканал ОРТ (с сентября 2002 года — «Первый канал»). Вела дневные и вечерние выпуски «Новостей» (1999—2001, 2003—2005), а также программы «Время» (2001—2005) и «Ночное Время» (2001—2002, 2005).
В мае 2000 года оглашала результаты голосования российского профессионального жюри на конкурсе песни «Евровидение-2000», проходившем в Стокгольме.
C 2000 по 2002 год вместе с Владимиром Познером вела на «Первом канале» программу «Времена», которая неоднократно становилась лауреатом премии ТЭФИ. Вела следующие прямые эфиры: теракты 11 сентября 2001, начало войны в Афганистане, теракт в Беслане, отставка Б. Н. Ельцина, президентские выборы.
С сентября 2005 года — собственный корреспондент «Первого канала» в Париже (сменила на этой должности Олега Шоммера).
C января 2013 по август 2019 года — специальный корреспондент «Первого канала» в Нью-Йорке.
С августа 2019 года вновь работала в Париже, а с марта 2021 года специализировалась на освещении событий и в других европейских странах.
Последний репортаж на «Первом канале» вышел 17 февраля 2022 года. 3 марта на фоне российского вторжения на Украину подала заявление об увольнении с канала; официально уволена 17 марта. 22 марта на пресс-конференции в организации «Репортёры без границ» в Париже назвала причиной своего увольнения вышеупомянутые события. В 2024 году в интервью телеканалу «Дождь» рассказала, что, помимо политических мотивов, у неё была личная причина прекратить сотрудничество с телеканалом.

### Последующие годы
После ухода с телевидения живёт во Франции, из журналистики ушла, в качестве режиссёра снимала документальный фильм о России. 27 мая в программе BBC Newsnight заявила, что российское ТВ является «машиной по промывке мозгов» и выразила пожелание, чтобы россияне перестали его смотреть. По мнению Агалаковой, картина событий, подаваемая российским ТВ, напоминает «другую планету», на которой российские войска на Украине встречают цветами, при этом зрители всего мира видят смерть и трагедию, происходящую в стране.
После объявления частичной мобилизации 21 сентября 2022 года вернула все свои российские государственные награды с запиской Владимиру Путину, в которой заявляет, что правительство Путина «ведёт страну к гибели» и что его награды она считает неприемлемыми. На соседнем фото она показала почтовую квитанцию на бандероль с адресом «Москва, Кремль, Владимиру Путину», которой отправила награды и удостоверения к ним.
21 февраля 2025 года Министерство юстиции Российской Федерации внесло Жанну Агалакову в реестр «иностранных агентов».

## Личная жизнь
Муж — Джорджо Савона (род. 1971), итальянский физик, родился и вырос в Риме. Супруги вместе с 1991 года, но в официальный брак вступили только 7 апреля 2001 года. В последнее время Джорджо Савона работал в корпункте «Первого канала» в Париже в качестве телеоператора. Уволился вместе с Агалаковой.
Дочь — Аличе (род. 10 сентября 2002), появившаяся на свет в Риме. Имя девочке выбрал отец в честь главной героини своей любимой сказки Льюиса Кэрролла «Алиса в Стране чудес».

### Увлечения
Любимое времяпрепровождение Жанны Агалаковой — командировка. Любит готовить. Играет на фортепиано и в теннис. Бегает на средние дистанции.
Владеет английским, французским, итальянским и испанским языками.

## Фильмография
- 1986 — «Карусель на базарной площади» — небольшая роль в массовке в эпизоде на городской площади[9]
- 2012 — «Огонь, вода и бриллианты» — телеведущая информационной программы[46]

## Признание
Государственные награды
- 2018 — Орден Дружбы — за большой вклад в развитие отечественного телевидения и многолетнюю добросовестную работу[47]. В сентябре 2022 года на фоне российского вторжения на Украину отказалась от награды[2].
- 2006 — Медаль ордена «За заслуги перед Отечеством» II степени — за большой вклад в развитие отечественного телерадиовещания и многолетнюю плодотворную деятельность[1] В сентябре 2022 года на фоне российского вторжения на Украину отказалась от награды[2]:

«Господин президент, ваше руководство ведёт страну к пропасти. Ваши награды считаю неприемлемыми».
Общественные награды
- 2002 — финалист премии «ТЭФИ—2002» в номинации «Ведущий информационной программы» за работу в программе «Времена» на «Первом канале» в 2002 году[48]